# Alexander Shatilov
Alexander Shatilov, em hebraico: אלכסנדר "אלכס" שטילוב , (22 de Março de 1987) é um ginasta uzbeque, que compete em provas de ginástica artística por Israel.
Iniciado na modalidade aos cinco anos de idade, viajou para Israel em 2002. Pela nação, foi medalhista mundial e europeu. Seu aparelho de melhor desempenho é o solo.